# Poul Thymann
Poul Thymann, danski veslač, * 10. maj 1888, † 12. oktober 1971.
Thymann je za Dansko nastopil na Poletnih olimpijskih igrah 1912. Veslal je v četvercu s krmarjem, ki je na teh igrah osvojil bron medaljo.